# Saint-Mars-d'Égrenne

Saint-Mars-d'Égrenne este o comună în departamentul Orne, Franța. În 1 ianuarie 2022 avea o populație de 640 de locuitori.